# Elizabeth Jennings Graham
Elizabeth Jennings Graham Född Elizabeth Jennings cirka 1826-1830, död 5 juni 1901, var en lärare och medborgarrättskämpe, känd för sin kamp mot segregationen av kollektivtrafiken i New York.
1854 krävde Graham att åka i en ledig spårvagn som var reserverad för vita. Under denna tid var de flesta vagnar segregerade. Hon slängdes av vagnen, men vann mot företaget i domstol 1855, vilket efter en tid ledde till desegregationen av kollektivtrafiken i New York.

## Biografi
Elisabeth Jennings föddes som fri kvinna cirka 1826-1830. Hennes far Thomas L. Jennings (1792-1859) var en fri man, och hennes mor Elizabeth (1798-1873) föddes som slav. Som vuxen arbetade Elisabeth Jennings som lärare och som kyrkoorganist.
Den 18 juni 1860 gifte sig Elisabeth Jennings med Charles Graham (1830-1867). Paret fick en son, som dog bara ett år gammal.  
Efter upploppen i New York 1863, med många attacker mot det afroamerikanska samhället, lämnade Graham staden med sin man, för att bosätta sig med hennes syster Mathilda i Monmouth County, New Jersey. Grahams man dog 1867. Fyra år senare återvände Graham och hennes mor till New York City. Där startade hon stadens första dagis för afroamerikanska barn i sitt hem, som hon drev till sin död 1901. 
År 2007 döpte New York City ett kvarter till "Elizabeth Jennings Place", efter en kampanj av en grupp tredje- och fjärdeklasselever.
Boken Streetcar To Justice: How Elizabeth Jennings Won The Right To Ride In New York handlar om Elizabeth Jennings Graham och kampen mot segregationen i New York.